# یواس‌اس مک‌کالیی (ای‌پی‌ای-۴)
یواس‌اس مک‌کالیی (ای‌پی‌ای-۴) (به انگلیسی: USS McCawley (APA-4)) یک کشتی بود که طول آن ۴۸۶ فوت ۶ اینچ (۱۴۸٫۲۹ متر) بود. این کشتی در سال ۱۹۴۰ ساخته شد.